# Ludwig Sütterlin
Ludwig Sütterlin, född 16 november 1863 i Heidelberg, död 3 juli 1934 i Freiburg im Breisgau, var en tysk språkvetenskapsman. 
Sütterlin var professor i jämförande språkvetenskap vid Freiburgs universitet. Han författade Geschichte der nomina agentis im Germanischen (1887), Zur Geschichte der Verba denominativa im Altgriechischen (1891), Die deutsche Sprache der Gegenwart (1900, tredje upplagan  1910), den mot Wilhelm Wundts språkpsykologi kritiska Das Wesen der sprachlichen Gebilde (1902), de mycket brukade Deutsche Sprachlehre für höhere Lehranstalten (med Albert Waag, 1905, femte upplagan 1912), Die Lehre von der Lautbildung (1908; andra upplagan 1916) och Grundriss der deutschen Sprachlehre (med Karl Martin, 1908, sjätte upplagan 1916), Werden und Wesen der Sprache (1913) samt Neuhochdeutsche Grammatik (I, 1924).